# Криводановка (село)
Криводановка (рос. Криводановка) — село у Новосибірському районі Новосибірської області Російської Федерації.
Входить до складу муніципального утворення Криводановська сільрада. Населення становить 10 051 особа (2010).

## Історія
Згідно із законом від 2 червня 2004 року органом місцевого самоврядування є Криводановська сільрада.

## Населення
| 1868 | 1926  | 2002  | 2007  | 2010    |
| ---- | ----- | ----- | ----- | ------- |
| 227  | ↗2851 | ↗9123 | ↗9704 | ↗10 051 |